# Ngadi Chuli
Ngadi Chuli (inne nazwy: Peak 29, Dakura, Dakum lub Dunapurna) – najwyższy szczyt w regionie Mansiri Himal w Nepalu. Na północ od szczytu znajduje się Manaslu, a na południe Himalchuli.
Pomimo tego, że jest to 22 szczyt Ziemi, został on zdobyty do tej pory tylko jeden lub dwa razy. 
Pierwsze wejście zostało prawdopodobnie dokonane przez Japończyka Hiroshi Watanabe i Szerpę Lhaksę Tseringa w 1970, jednak wspinacze zginęli w zejściu. Pierwsze potwierdzone i jak do chwili obecnej ostatnie wejście zostało dokonane przez polską wyprawę kierowaną przez Ryszarda Szafirskiego w 1979. Na szczyt zachodnim filarem weszli Ryszard Gajewski i Maciej Pawlikowski.

## Wydarzenia
- 1961 – pierwszy rekonesans wyprawy japońskiej.
- 1969 – trzecia wyprawa japońska osiągnęła 7350 m n.p.m.
- 1970 – niepotwierdzone pierwsze wejście wschodnią granią.
- 1978 – podczas siódmej wyprawy japońskiej śmiertelny wypadek trzech uczestników w lawinie.
- 1979 – pierwsze potwierdzone wejście dokonane przez polską wyprawę w składzie Ryszard Gajewski i Maciej Pawlikowski.